# Julius Caesar (1953)
Julius Caesar ist ein US-amerikanisches Filmdrama von Joseph L. Mankiewicz in Schwarzweiß aus dem Jahr 1953. Als literarische Vorlage diente das Bühnenstück Julius Cäsar (The Tragedy of Julius Caesar, 1599) von William Shakespeare.

## Handlung
44 v. Chr. steht Julius Caesar in Rom auf der Höhe seiner Macht. Der römische Senat hat seiner Ernennung zum Diktator auf Lebenszeit bereits zugestimmt, aber es gibt auch viele Senatoren, die dagegen sind, wie Cassius und Casca. Um die Republik zu retten, planen sie die Ermordung des zukünftigen Diktators. Für ihr Vorhaben versuchen sie, auch Caesars Adoptivsohn Brutus auf ihre Seite zu ziehen.
In der Nacht vor den Iden des März zieht ein Gewitter auf. Brutus kann nicht schlafen, zu sehr beschäftigt ihn die Frage, wie er sich verhalten soll. Seine Frau Portia bemerkt seine Unruhe und will den Grund erfahren. Auch Caesars Frau Calpurnia ist unruhig. Ein schlechter Traum veranlasst sie, ihren Gatten am nächsten Morgen zu bitten, nicht aus dem Haus zu gehen. Auch ein Hellseher warnt Caesar vor dem neuen Tag. Caesar ist zwar geneigt, zu Hause zu bleiben, aber als er von Cassius, Brutus und anderen zu einer Senatssitzung abgeholt wird, geht er schließlich doch. Auch Marcus Antonius, ein Anhänger Caesars, ist unter den Begleitern. Vor dem Kapitol wird dieser von einem Verschwörer auf die Seite gezogen. Caesar wiederum wird von einigen Senatoren mit Bittgesuchen aufgehalten. Es ist schließlich Casca, der als Erster seinen Dolch zieht und ihn Caesar in den Rücken sticht. Andere Verschwörer folgen seinem Beispiel. Als sich Caesar schwankend Brutus zuwendet, gibt dieser ihm den Todesstoß.
Die Nachricht von Caesars Tod verbreitet sich schnell. Tausende Römer strömen zum Kapitol, wo sich die Verschwörer noch immer aufhalten. Brutus wendet sich der Menge zu und erklärt seine Beweggründe. Als Nächster ergreift Marcus Antonius das Wort, dem von den Verschwörern erlaubt wurde, eine Rede zu halten, glauben sie ihn doch auf ihrer Seite. Er aber versteht es, mit rhetorischen Finessen den Verschwörern zunächst Verständnis entgegenzubringen, um ihnen dann egoistische und unlautere Motive vorzuwerfen. So gelingt es ihm, die Stimmung des Volkes gegen Brutus und seine Gesinnungsgenossen zu wenden.
Unter der Federführung von Marcus Antonius wird daraufhin eine Liste geächteter Römer aufgestellt. Mit einem Heer zieht er gegen Brutus, Cassius und ihre Anhänger. Diese sind inzwischen nicht mehr einer Meinung, wodurch ihre Kampfkraft geschwächt wird. Bei der Schlacht bei Philippi kommt es zur Entscheidung: Marcus Antonius siegt über seine Gegner. Cassius stürzt sich in sein Schwert, während Brutus einen seiner Soldaten zwingt, ihn ebenfalls zu töten.

## Hintergrund
Ursprünglich wollte MGM den Film basierend auf William Shakespeares Drama Julius Cäsar (1599) ausschließlich mit britischen Schauspielern besetzen. Der ausführende Produzent John Houseman meinte jedoch, dass der Film in diesem Fall in Europa von einem britischen Studio produziert werden sollte und nicht von MGM in Hollywood.
Der Brite John Gielgud wurde als Cassius besetzt, nachdem ihn Joseph L. Mankiewicz in Stratford-upon-Avon in der gleichen Rolle auf der Bühne gesehen hatte. Eigentlich war Mankiewicz nach Stratford gekommen, um Paul Scofield spielen zu sehen, den er ursprünglich für die Rolle des Marcus Antonius vorgesehen hatte. Als sich jedoch Marlon Brandos Vorsprechen als verheißungsvoll herausstellte, bekam Brando den Part. Diese Entscheidung wurde seinerzeit kontrovers in den Zeitungen diskutiert, denn Brando war eher für rebellische, animalische Charaktere wie für seinen Stanley Kowalski in Endstation Sehnsucht (1951) bekannt, dessen genuschelte Aussprache mit Shakespeare-Dialogen unvereinbar schien. Auch Marlon Brando selbst meinte später, dass er eigentlich zu unerfahren gewesen sei, um Marcus Antonius zu spielen: „Es erfordert schon jemanden vom Format eines Gielgud, der bereits die wichtigsten Shakespeare-Rollen gespielt hat, um solche Parts glaubwürdig darzustellen. Aber ohne einschlägige Erfahrung am Set zu erscheinen und den Mark Anton zu spielen, wie ich es tat, war ausgesprochen idiotisch.“
Nach der Filmpremiere am 3. Juni 1953 in New York fielen die Kritiken für Brando und den Rest der Besetzung jedoch durchweg positiv aus. Die Academy of Motion Picture Arts and Sciences nominierte Brando zudem für den Oscar in der Kategorie Bester Hauptdarsteller. In Deutschland kam der Film am 13. November 1953 in die Kinos. Im Jahr 2007 erschien er auf DVD.

## Kritiken
Das Lexikon des internationalen Films merkte an, dass die werkgetreue Adaption der Shakespeare-Vorlage dem Film „deutlich die Fesseln der Bühnenelemente an[legt]“. Des Weiteren gebe die deutsche Synchronisation „die Schönheit der Sprache Shakespeares (in den originalgetreuen Versen von Schlegel-Tieck) und die Kühnheit seiner Gedankenflüge nur unvollkommen“ wieder. Herausgekommen sei trotzdem „ein eindrucksvolles historisches Fresko mit hervorragenden Schauspielern“.
Der All Movie Guide hob die „starke Besetzung“ hervor. So böten Mason, Gielgud und Brando „sehr unterschiedliche, aber in jedem Fall völlig zufriedenstellende Interpretationen ihrer historischen Figuren“. Zudem lasse die Kameraarbeit in Schwarzweiß die Verschwörungsszenen „im passenden Stil des Film noir“ erscheinen. Zu kritisieren sei zwar „ein ausgedehnter Antiklimax“ des Films, die beiden letzten Akte täten nichts zur Sache, doch mache der Film diese Unzulänglichkeit „mit einigen publikumswirksamen Reden“ wieder wett. Der Filmkritiker Leonard Maltin sah in dem Film eine „überragende“ Shakespeare-Adaption, die „aufwändig produziert“ und „exzellent“ besetzt sei.

## Auszeichnungen
Oscar
- Bestes Szenenbild (Cedric Gibbons, Edward Carfagno, Edwin B. Willis, Hugh Hunt)
- Nominierung in der Kategorie Bester Film
- Nominierung in der Kategorie Bester Hauptdarsteller (Marlon Brando)
- Nominierung in der Kategorie Beste Kamera (Joseph Ruttenberg)
- Nominierung in der Kategorie Beste Filmmusik (Miklós Rózsa)

British Film Academy Award
- Bester britischer Darsteller (John Gielgud)
- Bester ausländischer Darsteller (Marlon Brando)
- Nominierung in der Kategorie Bester Film

Weitere
- National Board of Review Award in der Kategorie Bester Film
- Nominierung der Directors Guild of America in der Kategorie Beste Regie (Joseph L. Mankiewicz)
- Bodil in der Kategorie Bester amerikanischer Film

## Deutsche Fassung
Die deutsche Synchronfassung entstand 1953 im MGM-Synchronisations-Atelier in Berlin.
| Rolle           | Darsteller         | Synchronsprecher      |
| --------------- | ------------------ | --------------------- |
| Julius Caesar   | Louis Calhern      | Siegfried Schürenberg |
| Brutus          | James Mason        | Friedrich Joloff      |
| Marcus Antonius | Marlon Brando      | Horst Niendorf        |
| Cassius         | John Gielgud       | Paul Wagner           |
| Casca           | Edmond O’Brien     | Franz Nicklisch       |
| Calpurnia       | Greer Garson       | Tilly Lauenstein      |
| Flavius         | Michael Pate       | Heinz Engelmann       |
| Cinna           | William Cottrell   | Heinz Engelmann       |
| Wahrsager       | Richard Hale       | Franz Weber           |
| Cicero          | Alan Napier        | Wolf Martini          |
| Lepidus         | Douglass Dumbrille | Wolf Martini          |
| Decius Brutus   | John Hoyt          | Walther Suessenguth   |
| Trebonius       | Jack Raine         | Otto Stoeckel         |
| Artemidorus     | Morgan Farley      | Otto Stoeckel         |
| Ligarius        | Ian Wolfe          | Franz Weber           |
| Octavius        | Douglass Watson    | Klaus Schwarzkopf     |
| Lucilius        | Rhys Williams      | Walter Altenkirch     |
| Strato          | Edmund Purdom      | Peter Petersz         |

## Soundtrack
- Miklós Rózsa: Julius Caesar. The Complete Motion Picture Score. Intrada, San Francisco 1995, Tonträger-Nr. MAF 7056D – digitale Neueinspielung der vollständigen Filmmusik durch die Sinfonia of London unter der Leitung von Bruce Broughton (CD).
- Miklós Rózsa: Julius Caesar. Golden Age Classics. Film Score Monthly, 2005 (CD).
- William Shakespeare, Miklós Rózsa: Julius Caesar. Dramatic Highlights From the M-G-M Film / Dramatic Highlights From Julius Caesar. MCA, Universal City 1996, MCA-25022 – Musik und Dialoge der Original-Filmtonspur (LP).